# Покрајина Гвадалахара
Покрајина Гвадалахара (шп. Provincia de Guadalajara) је покрајина Шпаније у аутономној заједници Кастиља-Ла Манча. Главни град је Гвадалахара.